# Chorothyse vesparia
Chorothyse vesparia là một loài bọ cánh cứng trong họ Cerambycidae.